# Khoratpithecus piriyai
Khoratpithecus piriyai é uma das três espécies de Khoratpithecus. Viveu durante o Mioceno na Tailândia.